# WrestleMania XXX
WrestleMania XXX — тридцатая по счёту WrestleMania, PPV-шоу производства WWE. Шоу прошло 6 апреля 2014 года на арене «Мерседес-Бенц Супердоум» в Новом Орлеане, Луизиана, США. Это была первая Рестлмания, которая прошла в Луизиане.
Это было первое шоу WWE, которое одновременно транслировалось в прямом эфире на PPV и в стриминговом сервисе WWE Network, который был запущен в феврале. Ведущим мероприятия был Халк Хоган, член Зала славы WWE.
На шоу было проведено семь матчей, в том числе один на предварительном шоу. В первом матче Дэниел Брайан победил Трипл Эйча и получил право на участие в главном событии, где он победил Батисту и чемпиона Рэнди Ортона и стал новым чемпионом мира WWE в тяжелом весе. В других значимых матчах Джон Сина победил Брэя Уайатта, а Брок Леснар победил Гробовщика, завершив его беспроигрышную серию на WrestleMania.
WWE заявила, что доходы от продажи билетов на WrestleMania XXX составили $10,9 млн. и оценила экономическое воздействие на Новый Орлеан в $142,2 млн. Мероприятие получило весьма положительные отзывы и часто рассматривается как одно из величайших шоу WrestleMania всех времен. SLAM! Wrestling оценил шоу на 4,5 балла из 5, Pro Wrestling Torch — на 8,75 из 10, а The Times-Picayune назвал его «впечатляющим». Особой похвалы удостоилась общая сюжетная линия «Дэниел Брайан против „Власти“», которая стала кульминацией мероприятия.

## Результаты
| №                             | Матч | Тип матча | Время |
| ----------------------------- | --- | --- | ----- |
| Пре-шоу                       | Братья Усо (Джимми и Джей) (с) победили «Настоящих Американцев» (Джек Сваггер и Сезаро), «Лос Матадорес» (Диего и Фернандо) и «РайбАксель» (Кёртис Аксель и Райбек) | Четырёхсторонний командный матч за титул командных чемпионов WWE                                                           | 16:02 |
| 1                             | Дэниел Брайан победил Трипл Эйча | Одиночный матч. Победитель станет третьим участником матча за титул чемпиона мира в тяжёлом весе WWE в главном событии шоу | 25:56 |
| 2                             | «Щит» (Дин Эмброус, Сет Роллинс и Роман Рейнс) победили Кейна и «Изгоев нового века» (Дорожный Пёс и Билли Ганн) | Командный матч 3x3 | 3:00  |
| 3                             | Сезаро победил Ёси Тацу, Бреда Мэддокса, Бродуса Клэя, Великого Кали, Зака Райдера, Дэррена Янга, Дрю Макинтайра, Джиндера Махала, Хита Слейтера, Марка Хенри, Тайтуса О’Нила, Миза, Сантино Мареллу, Ксавье Вудса, Дэмиена Сэндоу, Джастина Гэбриела, Дэвида Отунга, Биг И, Фанданго, Тайсона Кидда, R-Truth, Син Кару, Голдаста, Коди Роудса, Рея Мистерио, Кофи Кингстона, Дольфа Зигглера, Альберто Дель Рио, Шеймуса и Биг Шоу | Королевская битва за мемориальный трофей в честь Андре Гиганта                                                             | 12:47 |
| 4                             | Джон Сина победил Брэя Уайатта (c Люком Харпером и Эриком Роуэном) | Одиночный матч | 23:00 |
| 5                             | Брок Леснар (с Полом Хейманом) победил Гробовщика | Одиночный матч | 25:25 |
| 6                             | Эй Джей Ли (с) победила Лейлу, Кэмерон, Наоми, Бри Беллу, Никки Беллу, Наталью, Аксану, Еву Мари, Тамину Снуку, Розу Мендез, Саммер Рэй, Алишу Фокс и Эмму | 14-сторонний женский матч за титул чемпионки Див                                                                           | 6:50  |
| 7                             | Дэниел Брайан победил Рэнди Ортона (с) и Батисту | Трёхсторонний матч за титул чемпиона мира в тяжёлом весе WWE                                                               | 23:23 |
| (c) — чемпион на начало матча | | |       |